# Grzegorz Kolosa
Grzegorz Kolosa (ur. 1 lutego 1965 w Grajewie, zm. 4 września 1993 w Koziegłowach) – polski działacz związkowy, od 1992 do śmierci przewodniczący zarządu Regionu Śląsko-Dąbrowskiego NSZZ „Solidarności”. Zginął w wypadku samochodowym pod Koziegłowami.

## Życiorys
Urodził się w 1965 r. w Grajewie, wychowywał i mieszkał w Wodzisławiu Śląskim. Uczęszczał tam do Szkoły Podstawowej nr 7, następnie do Technikum Budowlanego. W 1985 został pracownikiem KWK Moszczenica w Jastrzębiu-Zdroju. Został tam przewodniczącym Komitetu Społecznego Solidarności za co został zwolniony z pracy.
W latach 1990–1992 uczestniczył w Walnych Zebraniach Delegatów Regionu Śląsko-Dąbrowskiego Solidarności. Został członkiem Prezydium Zarządu Regionalnego (m.in. w dziale interwencyjno-prawnym) i członkiem Komisji Krajowej NSZZ „Solidarność”.
Od marca 1992 do śmierci we wrześniu 1993 był przewodniczącym Zarządu Regionalnego NSZZ Solidarność Regionu Śląska-Dąbrowskiego. W tym czasie powołał Fundację na rzecz Zdrowia Dzieci i Młodzieży Regionu Śląsko-Dąbrowskiego.
Zginął nad ranem 4 września 1993 w wypadku samochodowym pod Koziegłowami wracając samochodem służbowym z Warszawy do rodzinnego Wodzisławia Śląskiego. W wypadku zginęli także działacz Adam Stepecki i kierowca Jan Tyszkiewicz.
Pochowany został na cmentarzu przy ulicy Pszowskiej w Wodzisławiu Śląskim.